# Häggsjö-Bergmyran
Häggsjö-Bergmyran är ett naturreservat i Åsele kommun i Västerbottens län.
Området är naturskyddat sedan 2018 och är 87 hektar stort. Reservatet omfattar våtmarken Häggsjö-Bergmyran med tallar på skogsholmar och brandpräglad talldominerad skog i sluttningar samt gransumpskog kring en bäck i öster.